# پی‌ال‌دی اسپیس
پی‌ال‌دی اسپیس (انگلیسی: PLD Space) شرکت هوافضای اسپانیایی است، که در سال ۲۰۱۱ تأسیس شد.